# 牧山耕蔵
牧山 耕蔵（まきやま こうぞう、1882年1月20日 - 1961年6月5日）は、日本の政治家。衆議院議員（8期）。所属政党は立憲政友会→政友本党→立憲民政党→同交会。

## 経歴
現在の長崎県壱岐市出身。1906年早稲田大学政治経済科卒。朝鮮に渡り、京城居留民団議員、京城学校組合会議員、朝鮮新聞社社長などを務める。1917年の第13回衆議院議員総選挙で初当選。以来連続8期務める。第二次若槻内閣で海軍政務次官に就任、1936年には列国議会同盟会議（開催国ハンガリー）に日本議員団の団長として参加した。1942年の第21回衆議院議員総選挙（いわゆる「翼賛選挙」）で非推薦で立候補したが落選した。戦後は公職追放となり、追放解除後の1953年の第26回衆議院議員総選挙で長崎2区から分党派自由党公認で立候補したが落選。その後は立候補することなく1961年死去。
この他、長崎日日新聞社、佐世保新聞社、国際観光興業各社長などを務めた。

## 人物
長野県軽井沢町に別荘を所有し、旧軽井沢にある景勝地・雲場池の所有者でもあった。のちに、一部の土地を除いてブリヂストンの石橋家に雲場池の所有権を譲渡している。
孫に西武百貨店の常務取締役等を務めた牧山圭男がおり、彼の妻は白洲次郎の長女・牧山桂子である。